# Agylla petrola
Agylla petrola är en fjärilsart som beskrevs av William Schaus 1894. Agylla petrola ingår i släktet Agylla och familjen björnspinnare. Inga underarter finns listade i Catalogue of Life.